# Orthotrichum keeverae
Orthotrichum keeverae är en bladmossart som beskrevs av H. Crum och Lewis Edward Anderson 1956. Orthotrichum keeverae ingår i släktet hättemossor, och familjen Orthotrichaceae. Inga underarter finns listade i Catalogue of Life.